# Eric Mjöbergs andra expedition till Australien
Eric Mjöbergs andra expedition till Australien gick till Queensland och ägde rum under åren 1912-1913. Den mesta tiden spenderade han i regnskogen och det höglandsområde som kallas "Atherton Tableland" i den nordöstra delen. Han hade varit i södra Queensland under en kort tid i slutet av hans första expedition 1910-1911. Denna andra gång reste Mjöberg själv till Australien. Han fotograferade och filmade och insamlandet var mer koncentrerat till insekter men han samlade även in en del etnografiskt material, ca 200 föremål. Ca 100 av dessa finns idag vid Etnografiska museet i Stockholm men resten har spritts genom försäljning och byten med andra museer och privata samlare, bland annat Nationalmuseet i Köpenhamn. Filmmaterialet resulterade i filmen Från D:r Eric Mjöbergs forskningsfärd i Australien.

## Aboriginer i området
De grupper av Australiens aboriginer som fanns i området var dyirbal och särskilt de grupper som talade dialekterna jirrbal, mamu och ngajal. Mjöberg var även i Mulgravedalen där Mulgravefloden rinner och där yidiny fanns. Mjöberg var kritisk till hur urinvånarna behandlades och att de inte fick förutsättningar att fortsätta sitt traditionella liv. Inte minst var han kritisk till missionärernas verksamhet.

Korg av rottingvidjor insamlad av Eric Mjöberg 1913 vid Cedar Creek.

## Sydöstra Queensland
Mjöberg kom först till den sydöstra delen av Queensland i augusti 1912. Han kom med båt och passerade Fremantle i västra Australien, Adelaide, Melbourne och Sydney. Under några månader gjorda han exkursioner till Tambourineberget (Mount Tambourine). Här samlade han 6000 däggdjur men också arkeologiskt material i form av stenyxor.

### Colosseumberget
Mjöberg reste vidare norrut till Colosseumberget (nuvarande Mount Colosseum National Park). I slutet av 1912 var han åter i Brisbane och kunde skicka 10 000 insamlade djur till Sverige.

## Nordöstra Queensland

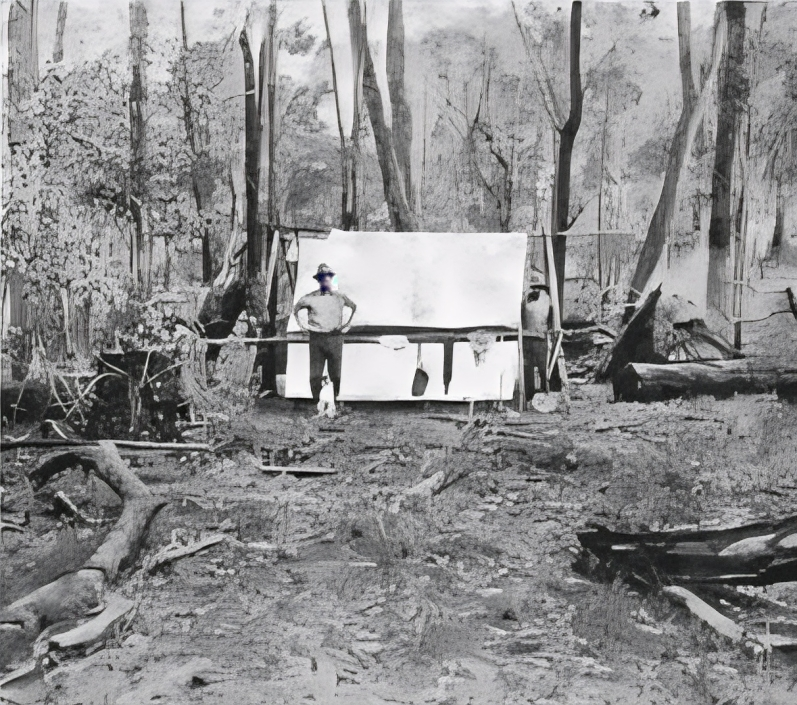
Eric Mjöberg utanför sitt tält våren 1913, Atherton.

I januari 1913 och fram till juli reste Mjöberg till regnskogsområdet i nordöstra Queensland, ett område som koloniserades sent och där ursprungsinvånarna fortfarande under 1800-talet kunde leva "traditionellt" även om de naturligtvis sedan länge var i kontakt med inflyttade européer och använde europeiska föremål. Men från ca 1870 började även dessa områden koloniseras och man var framför allt ute efter det träd som brukar kallas röd cedar (toona cliliata). Mjöberg kom till Cairns redan 3 januari och därifrån tog han sig till byn Atherton. I en månad undersökte han området på gränsen till regnskogen för att därefter ta sig in i själva skogen. Han red och lämnade Atherton den 8 februari. Han tog sig till Tolga och därefter till Malanda sydöst om Atherton dit han kom dagen efter, den 9 februari. Här slog han läger och gjorde dagsutflykter. Han fick höra att en äldre aboriginsk man, Chandy, och hans grupp, sannolikt en mamugrupp, uppehöll sig vid North Johnstoneflodens områden. Under tiden 16-27 februari var han vid Millaa Millaa. I slutet av mars var han tillbaks i Cairns. Han begav sig sedan till Heberton och Ravenshoe, en by som då fortfarande kallades "Cedar Creek". Områdena runt Cedar Creek besökte han under april. Mjöberg berättar att många ceremoniella föremål från Cedar Creek var gömda i skogen vilket vittnar om hur viktiga de fortfarande var för urinvånarna. I maj kom han till en plats norr om Cedar Creek som han kallade Evelyn. Han var även i områden söder om Ceder Creek ända fram till Tullyfloden och Tullyfallen. Här fanns jirrbal och Mjöberg berättar att han kom till läger där endast de gamla fanns kvar eftersom övriga var ute på jakt. I mitten av maj var han även vid Mulgravedalen för att undersöka regnskogen runt Bellenden Kerberget fram till havskusten. Han bytte till sig föremål från urinvånare vid Russellfloden nära Harvey Creek. 29-31 maj var han vid Yarrabah missionsstation. Under juni-juli var han tillbaks till Malanda. Han träffade återigen Chandy och återbesökte områdena vid Johnstonefloden, Millaa Millaa och Cedar Creek.
Ett av de allra mest kända föremål som Mjöberg förvärvade under sin tid i nordöstra Queensland är en kanot med utriggare som idag finns på Etnografiska museet, Stockholm som Mjöberg förvärvade i Cairns. Denna farkost syns på flera bilder i hans bok.

### Norrut till Kap Yorkhalvön
I slutet av juli och början av augusti tog han sig norrut till Chillagoe och Kap Yorkhalvön. I närheten av Cillagoe fanns kalkstensgrottor i nuvarande Chillagoe-Mungana Caves National Park där Mjöberg undersökte djurlivet och blev guidad av den lokale uppsyningsmannen. Naturen här påminde honom starkt om Kimberley i nordvästra Australien där han var under sin första expedition. Han reste vidare till kuststaden Cooktown och han besökte monumentet efter James Cooks resa med Endeavor då han steg i land på denna plats. Han träffade också borgmästaren som visade sig vara en svensk från Stockholm, Pher Erik Seagren (Sjögren) som han här kallades, som i sin ungdom lockats till platsen genom guldruschen som bröt ut på 1870-talet. I Cooktown planerade han sin nästa del av sin expedition som skulle utgå från staden Laura i en månad (varav två veckor upptog resvägen fram och tillbaks) med en karavan mot Colemanfloden i nordväst vilket är olkolos område. Han anställde tre män, två "bushmän" och en aborigin (?, här använder Mjöberg n-ordet). En av de så kallade "bushmännen" var en tysk som tidigare varit guldgrävare som kallades "Jack" men som hette Paul Kraemer. Den andre namnges inte men beskrivs som en "mager och skranglig australier". För utrustningen hade de 26 packhästar och fyra ridhästar. På vägen undersökte Mjöberg termitstackar. Efter bara fyra timmars väg från Laura kom karavanen till ett aboriginskt läger och Mjöberg bytte till sig ett femtiotal föremål.  Han hade under denna del av sin expedition problem med sin vanliga kamera men han hade även en kinematograf och filmade, ca 700 meter film, och kunde därför använda sig av stillbilder från filmerna för att illustrera sin resa. I regnskogen hade det varit svårt att filma eftersom det var så fuktigt men i det torra klimatet på Kap Yorkhalvön gick det bättre. Vid Colemanfloden träffade expeditionen aboriginer, en man och två kvinnor, sannolikt olkolo. Mannen påstods vara hövding och en av kvinnorna, Ajdal, sades vara hans drottning. Mjöberg besökte sedan deras läger och fick hjälp med insamling av djur till sina samlingar. Han satte upp sitt eget tält några hundra meter från lägret. Senare begav han sig över Colemanfloden och här träffade han på ytterligare en grupp i ett annat läger, tre män, fyra kvinnor och några barn, som han filmade. De lät honom filma när de visade upp ceremoniella danser men också hur de jagade. Han var särskilt nöjd med en scen där en av männen tillagade en pytonorm över öppen eld, och sedan åt den. När expeditionen återvände till Laura tog de en annan mer nordlig väg.